# モジュラーマイニングシステムズ
モジュラーマイニングシステムズ（英: Modular Mining Systems Inc.）は、アメリカ合衆国アリゾナ州ツーソンに本拠地を置く鉱山機器メーカーである。1996年に日本の建設機械メーカーである（株）小松製作所に買収され、コマツグループの一社になった。
事業内容として、鉱山機械管理システムの開発、製造、販売を行なっている。
鉱山におけるフリート管理技術のパイオニア企業であり，Dispatchと呼ばれるフリート管理システムは世界中140以上の鉱山で運用されている．
また、小松製作所が開発している無人ダンプシステム (Autonomous Haulage System: AHS) にも、同社の通信機器、通信システムが利用されている。

## 主要製品
- Dispatch - 鉱山におけるフリート管理システム

同社の代表的な製品で、露天掘りの鉱山業界においてダンプトラックのフリート管理システムとして広く利用されている。ダンプトラックの行き先の指定を最適化し、積み込み場や排土場における待ち時間を短くすることが可能。これは線形計画問題や動的計画法、最適経路に関する複数の最適化アルゴリズムを利用することにより実現されている。また各トラックに取り付けられたGPSからの位置情報を用いることにより、トラックのメンテナンス状態や生産量などを管理することが可能になる。
- MineCare - 鉱山におけるメンテナンス補助システム

鉱山の機械などのメンテナンス管理をするためのソフトウェアシステム。メンテナンスの実施時間を最小にし、予測に基づく信頼性の高いメンテナンス実施を実現することを目的としている。また致命的な不具合情報を知らせたり、鉱山メンテナンスの人員をリアルタイムに配分するための情報も提供することができる。MineCareを用いることにより、オペレータはエンジンや油圧機器、電子機器、タイヤなどのコンポーネントの状態の情報を得ることができるようになり、鉱山会社は多くのメンテナンスコストと機器のダウンタイムを減らすことが可能になる。
- ProVision - 鉱山におけるマシンガイダンスシステム

オペレーティングコストを減らし、オペレータへの即座のフィードバック情報を与えるための、高精度衛星測位システム(GNSS)を用いたシステム。油圧ショベルやホイール・ローダ、バックホー、ドリル、ブルドーザに適用することができる。また鉱山の安全性を向上させるために、鉱山機械同士の接近検知システムの機能も有している。これはGNSSやオンボードカメラの情報を用いて、鉱山機械同士の接近や、立入禁止ゾーンへの侵入などをオペレータに知らせることができる。
- RoadMap - 鉱山における小型車両管理システム

鉱山の小型車両の位置を追跡することにより、鉱山の安全性を向上させることができるシステム。小型車両の位置と、乗り降りなどの状態の変化をリアルタイムで管理することが可能。任意の車両に取り付けることが可能で、車両の位置と事前に設定された走路情報を比較することで、車両の状態を自動で認識することが可能になる。
- Autonomous Haulage System - 無人ダンプ運行システム